# 김하준 (축구 선수)
김하준(金하준, 2002년 7월 17일 ~ )은 대한민국의 축구 선수로, 포지션은 센터백이다. 현재 서울 이랜드 소속이다.